# Cinémaction (revue)
Pour les articles homonymes, voir Cinémaction.
Cinémaction — ou CinémAction selon la graphie de la couverture — est une revue de cinéma fondée en 1978 par Guy Hennebelle et Monique Martineau.
Chaque numéro est consacré à un dossier dont la coordination est assurée par un critique qui constitue l'équipe chargée de la rédaction.
La revue est coéditée par les éditions Corlet et Télérama.
En 2019, la publication de la revue cesse avec la parution du numéro 173.